# Norodom Monineath

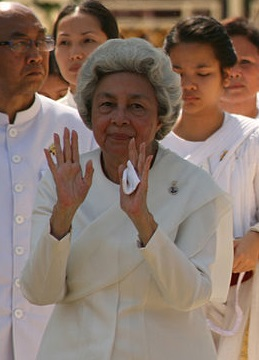
Norodom Monineath (2013)

Norodom Monineath Sihanouk (Khmer: នរោត្ដម មុនីនាថ សីហនុ; geboren als Paule Monique Izzi; * 18. Juni 1936 in Saigon, Französisch-Indochina) ist die Königinmutter von Kambodscha. Sie war von 1993 bis 2004 Königin von Kambodscha und ist die Witwe von Norodom Sihanouk. Sie heiratete Norodom Sihanouk 1955 als „zweite Gemahlin“. Nach der Scheidung von Sihanouk und seiner Erstfrau Norodom Thavet Norleak im Jahr 1968 wurde Monineath die offizielle Ehefrau von Prinz Sihanouk.

## Leben
Norodom Monineath wurde im heutigen Vietnam geboren. Ihr Vater, Jean-François Izzi, war ein französischer Bankier, der Direktor einer französischen Bank in Saigon war und im Zweiten Weltkrieg fiel. Ihre Mutter, Pomme Peang, stammte aus Phnom Penh. Sie besuchte eine französische Privatschule in Phnom Penh. Norodom Sihanouk lernte sie 1951 kennen, als er ihr den ersten Preis bei einem Schönheitswettbewerb verlieh. Ab April 1952 lebten sie zusammen und heirateten am 5. März 1955 im Khemerin-Palast, wobei Monineath „zweite Gemahlin“ wurde. Sie soll in der Folge einen großen Einfluss auf König Sihanouk gehabt haben.
1955 dankte ihr Ehemann Sihanouk zugunsten seines Vaters ab, regierte das Land aber weiterhin als Premierminister. Im Jahr 1960 wurde er erneut Staatsoberhaupt, allerdings als Staatspräsident und mit dem Titel Prinz. Prinzessin Monique, wie sie in dieser Zeit genannt wurde, sah sich wegen ihres Lebens während der Herrschaft von Sihanouk in den 1960er Jahren der Kritik der republikanischen Opposition ausgesetzt. Die Propaganda der späteren Khmer-Republik beschuldigte sie später, das angespannte Verhältnis zwischen Sihanouk und seiner Mutter, der beliebten Königinmutter Sisowath Kossamak, verursacht zu haben und der Grund dafür zu sein, dass ihr Gatte 1960 die Thronfolge seiner Mutter verhinderte, die nur symbolisch regieren durfte. Ihr wurde auch Korruption vorgeworfen und für den Bau eines Kasinos verantwortlich zu sein, welches damals als Symbol nationaler Dekadenz angesehen wurde.

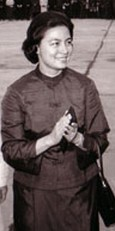
Norodom Monineath (1972)

Nach dem kambodschanischen Staatsstreich von 1970 ging sie mit ihrem Mann zunächst nach Peking in China und dann nach Nordkorea ins Exil. Als Gäste des nordkoreanischen Führers Kim-Il Sung wurde ihnen während ihres Aufenthalts ein Palast mit 60 Zimmern als Residenz zur Verfügung gestellt. 1973 verbündete sich Norodom Sihanouk mit den Roten Khmer gegen ihren gemeinsamen Feind Lon Nol.
Nach dem Fall von Phnom Penh an die Roten Khmer im April 1975 kehrte sie mit ihrem Mann, der von den Roten Khmer zum nominellen Staatsoberhaupt ernannt wurde, in den Königspalast in Phnom Penh in Kambodscha zurück. Ab 1976 wurden beide jedoch von den Roten Khmer unter Hausarrest gestellt. Berichten zufolge wurden sie in diesen Jahren einem politischen Umerziehungsprogramm unterworfen, und mindestens 18 Mitglieder des erweiterten Königshauses wurden getötet. Berichten zufolge wollte das Regime auch sie hinrichten lassen, was jedoch durch die Intervention Chinas und Nordkoreas verhindert wurde. Im Januar 1979 erlaubte Pol Pot, dass sie und ihr Mann von den Chinesen aus Kambodscha evakuiert wurden.
Sie verbrachten die folgenden Jahre in China und Nordkorea. Ihr wird eine gewisse Rolle bei den Friedensverhandlungen zwischen Sihanouk und Hun Sen zugeschrieben, die von Tong Siv Eng in den Jahren 1987 und 1988 vermittelt wurden, und sie soll bei den Verhandlungen anwesend gewesen sein. Es wurde schließlich nach Verhandlungen eine Wiederherstellung der Monarchie vereinbart. Im Jahr 1991 kehrte sie mit Sihanouk nach Kambodscha zurück. Nach Sihanouks Tod bestieg ihr gemeinsamer Sohn Norodom Sihamoni den Thron.

## Kinder
Sihanouk und Monineath haben zwei Söhne, die beide vor ihrer Heirat geboren wurden:
- Norodom Sihamoni (* 1953); war Botschafter Kambodschas bei der UNESCO in Paris. Er ist der derzeitige König von Kambodscha.
- Norodom Narindrapong (1954–2003)